# Circular 14

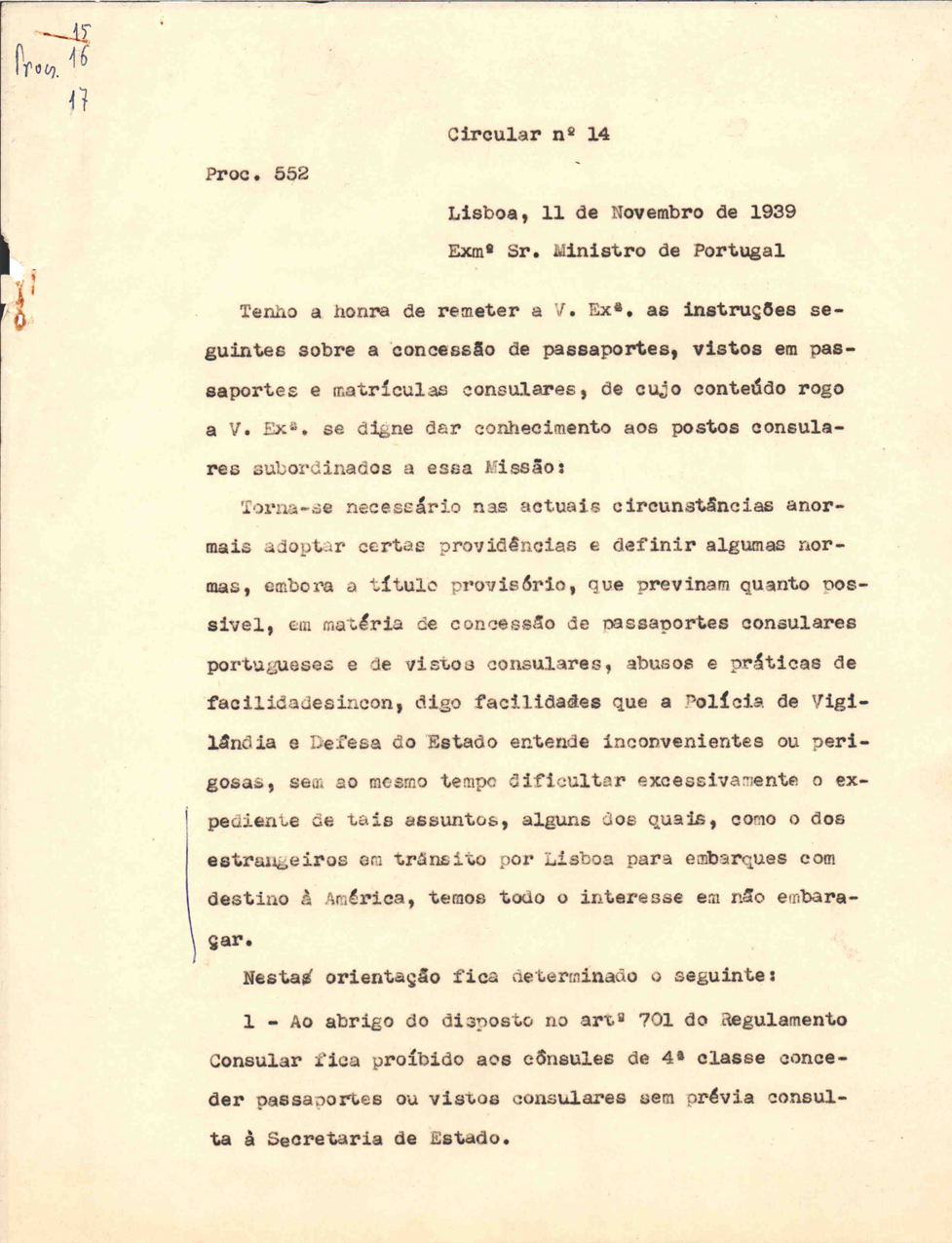
A primeira página da Circular 14, emitida "para prevenir quanto possível abusos e práticas de facilidades que a PVDE entende inconvenientes ou perigosas"

A Circular n.º 14, de 11 de novembro de 1939, do Ministério dos Negócios Estrangeiros português, dirigida aos representantes de Portugal no estrangeiro e subscrita pelo secretário-geral do ministério, Luís Teixeira de Sampaio, estabeleceu regras restritivas de concessão de vistos e de passaportes:
«Torna-se necessário nas actuais circunstâncias anormais adoptar certas providências e definir algumas normas, embora a título provisório, que previnam quanto possível, em matéria de concessão de passaportes consulares portugueses e de vistos consulares, abuso e práticas de facilidades que a Polícia de Vigilância e Defesa do Estado entende inconvenientes ou perigosas, sem ao mesmo tempo dificultar excessivamente o expediente de tais assuntos, alguns dos quais, como o dos estrangeiros em trânsito por Lisboa para embarque com destino a América, temos todo o interesse em não embaraçar.
Nesta orientação fica determinado o seguinte:
1 – Ao abrigo do disposto no art.º 701 do Regulamento Consular fica proibido aos cônsules de 4.ª classe conceder passaportes ou vistos consulares sem prévia consulta à Secretaria de Estado.
§ único –  Exceptuam-se os cônsules de 4.ª classe que tenham recebido autorização especial dada pelo Ministério, os quais se regularão pelas disposições que seguem, relativas aos cônsules de carreira (Orense, Ayamonte, Tuy, Casablanca).
2 – Os cônsules de carreira não poderão conceder vistos consulares sem prévia consulta ao Ministério dos Negócios Estrangeiros:
a) – aos estrangeiros de nacionalidade indefinida, contestada ou em litígio, aos apátridas, aos portadores de passaportes Nansen e aos russos;
b) –  aos estrangeiros que não aleguem de maneira que o cônsul julgue satisfatória  os motivos da vinda para Portugal e ainda àqueles que apresentem nos seus passaportes a declaração ou qualquer sinal de não poderem regressar livremente ao país de onde provêm; com respeito a todos os estrangeiros devem os cônsules procurar averiguar se têm meios de subsistência.
c) –  aos judeus expulsos dos países da sua nacionalidade ou de aqueles de onde provêm;
d) –  aos que invocando a circunstância de virem embarcar a um porto português não tenham nos seus passaportes um visto consular bom para dar entrada no país a que se destinam, ou bilhetes de passagem por via marítima ou aérea, ou garantia de embarque das respectivas Companhias. Os cônsules terão porém muito cuidado em não embaraçar a vinda a Lisboa, dos passageiros que se destinam a outros países e especialmente às carreiras aéreas transatlânticas ou para o oriente.
3 – Quanto a emigrados políticos portugueses:
a) –  A sua matrícula pode fazer-se a simples título de certificado de nacionalidade, sem que dê direito à protecção consular ou ao passaporte, e esta restrição deve ser averbada na matrícula e nos certificados que dela forem passados. São permitidas a favor dos mesmos os actos de registo civil e notariado.
b) – Quando o cônsul tiver dúvida sobre a qualidade de emigrado político de qualquer indivíduo consultará a Secretaria de Estado antes de proceder à matrícula.
4 – Nos casos duvidosos desta natureza, assim como naqueles em que a matrícula for efectuada nos termos da alínea a), é  defeso aos cônsules conceder passaportes sem prévia consulta à Secretaria de Estado.
5 – As disposições aqui expressas relativas a emigrados políticos não abrangem os simples trabalhadores que emigraram clandestinamente para França ou que tomaram parte na guerra de Espanha.
A uns e a outros podem os cônsules, quando julguem haver razões que o aconselhem, conceder passaportes exclusivamente para Portugal com menção expressa de que não dão direito a obter visto consular português para qualquer outro ponto.
Estes passaportes devem ser concedidos de preferência para viagem por via marítima, e da sua concessão deve ser avisada logo telegraficamente a Polícia de Vigilância e Defesa do Estado sem embargo da comunicação regular à Secretaria de Estado.»